# Москверо-чубань рудоволий
Москве́ро-чуба́нь рудоволий (Xenotriccus callizonus) — вид горобцеподібних птахів родини тиранових (Tyrannidae). Мешкає в Мексиці та на півночі Центральної Америки.

## Опис
Довжина птаха становить 11,5-12,5 см. Верхня частина тіла світло-коричнева, нижня частина тіла тьмяно-жовта. Навколо очей світлі кільця. на грудях рудувато-коричневий "комірець". На голові невеликий чуб.

## Поширення і екологія
Рудоволі москверо-чубані мешкають на півдні Мексики в штаті Чіапас, в Гватемалі і на північному заході Сальвадору. Нещодавно птах був зафіксований на південному заході Гондурасу. Рудоволі москверо-чубані  живуть в чагарниковому підліску сухих і вологих гірських тропічних лісів. Віддають перевагу дубовим (Quercus) лісам. Зустрічаються на висоті від 1200 до 2000 м над рівнем моря. Живляться комахами, на яких чатують серед рослинності. Гніздо чашоподібне, робиться з трави та рослинних волокон, розміщується в чагарниках. В кладці 3 яйця.

## Збереження
МСОП класифікує цей вид як такий, що не потребує особливих заходів зі збереження. За оцінками дослідників, популяція рудоволих москверо-чубанів становить від 20 до 50 тисяч птахів. Їм загрожує знищення природного середовища.